# Pontenure
Pontenure é uma comuna italiana da região da Emília-Romanha, província de Piacenza, com cerca de 5.229 habitantes. Estende-se por uma área de 33 km², tendo uma densidade populacional de 158 hab/km². Faz fronteira com Cadeo, Caorso, Carpaneto Piacentino, Cortemaggiore, Piacenza, Podenzano, San Giorgio Piacentino.

## Demografia
| Variação demográfica do município entre 1861 e 2011                               |
|                                                                                   |
| Fonte: Istituto Nazionale di Statistica (ISTAT) - Elaboração gráfica da Wikipedia |